# Det svider i hjärtat
Det svider i hjärtat är en svensk-norsk-dansk-finländsk-isländsk dokumentärfilm från 2007 i regi av Oscar Hedin.
Filmen skildrar en ung svensk man som grips i Sarajevo misstänkt för att ha planerat ett självmordsattentat, vilket leder vidare till frågan varför en del unga muslimer uppvuxna i Skandinavien väljer martyrskapet. Filmen följer ett par unga män som berättar om sin tro och hur denna påverkar deras liv.
Det svider i hjärtat producerades av Hedin och Andreas Rocksén och Hedin skrev även manus. Fotografer var Håkan Berthas, Sven Lindahl, Jonas Persson och Charlotta Tengroth och filmen klipptes av Johan Serrander, Elin Pröjts och Bernhard Winkler (showreel). Den premiärvisades 19 oktober 2007 och är 75 minuter lång.
Filmen nominerades till en Guldbagge i kategorin "bästa dokumentär".